# Dariusz Misiuna
Dariusz Misiuna (ur. 11 września 1972 w Warszawie) – polski socjolog, pisarz, publicysta i tłumacz.

## Życiorys
Ukończył studia doktoranckie w Szkole Nauk Społecznych w Instytucie Filozofii i Socjologii PAN w Warszawie, podczas których zajmował się zagadnieniami polskich tradycji ezoterycznych. Publikował między innymi na łamach Mać Pariadki, Anteny Krzyku, Plastiku, Wiedzy Tajemnej, Albo albo i Playboya. Założyciel wydawnictwa Okultura, a także redaktor naczelny, wydawanych przez to wydawnictwo magazynów Trans/wizje oraz Hermaion.
Od końca lat 80. do połowy lat 90. Misiuna związany był z ruchem anarchistycznym, w ramach którego był wydawcą zina Anarcholl. W latach 1989–1990 ukazało się pięć numerów pisma, w których był autorem przeważającej ilości tekstów. Obok Rewolty i Fraternite, Anarcholl był głównym pismem warszawskiej grupy Międzymiastówki Anarchistycznej. Jego późniejsze teksty dotyczą głównie tematów oscylujących wokół ekstremalnych form modyfikacji ciała, substancji psychodelicznych, okultyzmu, kultury industrialnej, radykalnej sztuki performance, oraz kultury niepopularnej.
Działalność translatorską rozpoczął w latach 90. od przekładów dzieł Aleistera Crowleya oraz tekstów czołowych anglojęzycznych przedstawicieli świata kontrkultury takich jak Kathy Acker, Hakim Bey, Timothy Leary, Terence McKenna, Genesis P-Orridge. W wielu tych przypadkach był w Polsce pierwszym i głównym propagatorem myśli alternatywnej i idei transgresyjnych – przykładem może być przetłumaczona przez Misiunę "Szara książeczka", manifest Świątyni Młodzieży Psychicznej.
W 2001 założył Wydawnictwo Okultura, którego głównym celem jest dostarczanie oraz popularyzacja idei i koncepcji transgresyjnych i alternatywnych wobec dominującego porządku kulturowego. Działaniami bezpośrednio poprzedzającymi założenie wydawnictwa było wydanie tzw. Zerowego Numeru Okultury oraz napisana i wydana przez Misiunę w 1992 pod sztandarem wydawnictwa Nagi Król pro-psychodeliczna broszura "Kto się boi psychodelików?". Do innych wczesnych, nieoficjalnych tekstów przygotowanych przez Misiunę należą wydane w 1993 dwie samizdatowe broszury poświęcone szamanizmowi tybetańskiemu oraz praktykom wstępnym w dzogczen.

## Tłumaczenia
- Aleister Crowley, Magija w teorii i praktyce, EJB 1999
- Aleister Crowley, Krótkie eseje o prawdzie, Okultura 2001
- Aleister Crowley, Atlantyda. Zaginiony kontytent, Okultura 2003
- Ralph Metzner, Ayahuasca. Święte pnącze wizji, Okultura 2010
- Ralph Metzner, Teonanácatl. Święte grzyby, Okultura 2013
- Stanislav Grof, Najdalsza podróż, Okultura 2010
- Stanislav Grof, Kiedy niemożliwe staje się możliwe, Okultura 2010
- Stanislav Grof, Kosmiczna gra, Okultura 2014
- Ralph Metzner, Ayahuasca. Święte pnącze wizji, Okultura 2010
- Robert Anton Wilson, Kosmiczny spust, Okultura 2004
- Robert Anton Wilson, Psychologia kwantowa, Okultura 2008
- Robert Anton Wilson, Powstający Prometeusz, Okultura 2006